# Gaststätte Großmarkthalle
Die Gaststätte Großmarkthalle in München-Sendling (Schlachthofviertel) ist ein Gebäude, das 1911 nach Plänen von Richard Schachner erbaut wurde. Es befindet sich südlich der Großmarkthalle. Die rustikale Gaststätte, die für ihre Weißwürste berühmt ist, betreibt auch einen Straßenverkauf. Im Keller befindet sich die eigene Metzgerei.
Dieses Bauwerk in der Kochelseestraße 13 ist als Baudenkmal in die Bayerische Denkmalliste eingetragen.
Die Beschreibung lautet:

„Kochelseestraße 11; Kochelseestraße 13.  Gaststätte Großmarkthalle und Postdienstgebäude, hakenförmige zweigeschossige Baugruppe mit Mansardwalmdach und Walmdach, über Durchfahrt Uhrenturm, in Formen des Heimatstils, von Richard Schachner, 1911; zugehörig Kiosk, eingeschossiger Achteckbau, 1911; zugehörig Nebengebäude, eingeschossiger Walmdachbau, um 1920. nachqualifiziert.“

Baulich bildet das Gebäude eine Einheit mit dem Gebäude Kochelseestraße 11 (ehemaliges Postamt München 75).
Wirtsleute sind Metzgermeister Ludwig "Wiggerl" Wallner und dessen Schwester Gabi Walter. Diese sind seit 1998 Nachfolger ihrer Eltern Luise und Heinz Wallner.